# Fanós
Fanós är en ort i Grekland.   Den ligger i prefekturen Nomós Kilkís och regionen Mellersta Makedonien, i den norra delen av landet, 400 km norr om huvudstaden Aten. Fanós ligger 358 meter över havet och antalet invånare är 216.
Terrängen runt Fanós är huvudsakligen kuperad, men åt nordost är den platt. Runt Fanós är det ganska glesbefolkat, med 38 invånare per kvadratkilometer. Närmaste större samhälle är Polýkastro, 12,2 km sydost om Fanós. 